# Južnoameriški obrambni svet
Južnoameriški obrambni svet (angleško South American Defense Council; kratica: SADC) je mednarodno vojaško telo Unije južnoameriških držav (UNASUR), ki je bilo ustanovljeno 12. marca 2009 v Čilu na srečanju obrambnih ministrov držav članic UNASUR. Glavna naloga sveta je opravljati nalogo diplomatskega foruma med državami članic, s čimer bi razrešili regionalne konflikte, povečali preglednost vojaške porabe in izboljšali vojaško sodelovanje s končnim ciljem izboljšanja regionalne varnosti.
Obrambni svet je sestavljen iz 12 obrambnih ministrov držav članic (Argentine, Brazilije, Bolivije, Kolumbije, Čila, Ekvadorja, Gvajane, Surinama, Paragvaja, Peruja, Urugvaja, Venezuele), ki se srečajo enkrat na leto. Znotraj sveta deluje tudi izvršno telo, katerega sestavljajo namestniki obrambnih ministrov. Svet je odgovoren Predsedstvu UNASUR.
Pod okriljem sveta deluje tudi Južnoameriški center za strateške obrambne študije, ki je bil ustanovljen leta 2011.